# Saint-Chéron (Essonne)
Saint-Chéron é uma comuna francesa situada no departamento de Essonne na região da Ilha de França.
Seus habitantes são chamados de Saint-Chéronnais.

## Geografia

### Situação
Saint-Chéron está localizada a trinta e oito quilômetros ao sudoeste de Paris-Notre Dame, ponto zero das estradas da França, vinte e cinco quilômetros ao sudoeste de Evry, quatorze quilômetros a noroeste de Étampes, nove quilómetros a nordeste de Dourdan, dez quilômetros a sudoeste de Arpajon, quinze quilômetros ao sudoeste de Montlhéry, dezoito quilômetros a noroeste de La Ferté-Alais, vinte quilômetros ao sudoeste de Palaiseau, vinte e sete quilômetros ao sudoeste de Corbeil-Essonnes, trinta quilômetros a noroeste de Milly-la-Forêt. Ela está além disso, localizada a cento e setenta e nove quilômetros ao sudoeste de Saint-Chéron em Marne.
Suas comunas limítrofes são Le Val-Saint-Germain, Saint-Maurice-Montcouronne, Breuillet, Breux-Jouy, Sermaise, Villeconin e Souzy-la-Briche.

### Transportes e comunicações
A communa tem em seu território a estação de Saint-Chéron servida pela linha C do RER.

## Toponímia
Atestada sob as formas Sanctus Caraunus, Sanctus Cheraunus cerca de 1103, Sanctus Evrodus em 1304, Saint-Chéron, Mont-Couronne.
De acordo com a história, ou a lenda, a comuna teria sido chamado de Saint-Chéron em homenagem a um romano chamado Caronus (tornado Chéron) que, após brilhantes estudos em Roma, se converteu ao cristianismo e veio para a Gália através de Marselha para pregar a fé cristã.
A comuna foi fundada em 1793 com o seu atual nome

## História

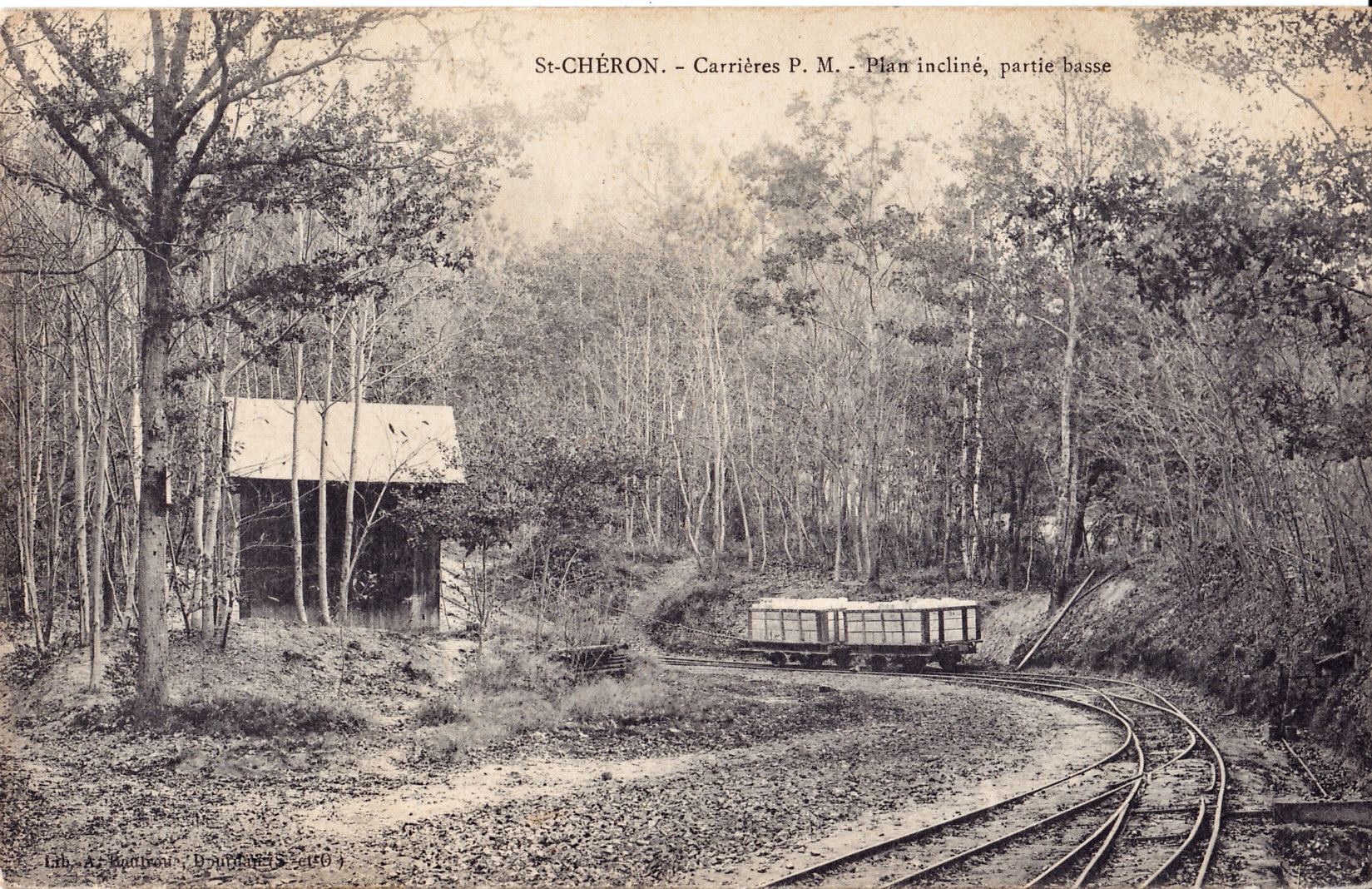
A carrière de Madagascar teve uma rede de ferrovias, das quais se pode ver aqui a parte inferior, e que permitiu o transporte de arenito até a estação de Saint-Chéron.

Em 31 de maio de 1609, faleceu em Paris, Claude d'Aubray, (1526-1609), idade de 83 anos, que era senhor e barão de Bruyères-le-Châtel, Saint-Chéron, Mauchamps, Saint-Sulpice, La Repose e Le Coudreau. Ele foi sepultado na igreja de Saint-André-des-Arts, em Paris, perto da parede do coro. Suas armas são: "de prata, três trevos de areia, acompanhado com uma crescente de gules no abismo".
No século XVIII, sob o reinado de Luís XV, foram inventadas as lâmpadas a óleo, a invenção destina-se a informar de uma forma mais otimizada ruas de Paris. É o cadete de uma família aristocrática, que não queira submeter para a ociosidade, o abade Mathérot de Preigney, que foi o inventor. Luís XV ficou tão satisfeito que ele recompensou por concedendo-lhe um favor "religioso", e o nomeou abade da abadia de Saint-Chéron, da ordem agostiniana, por carta-patente. A abadia é parte da diocese de Chartres. Além disso, monsenhor Adrien-Joseph Le Valois d'Orville cantava os louvores em um poema escrito em 1746. O abade Mathérot de Preigney morreu em Paris em 1758.
Nos séculos XIX e XX, a carrière de Madagascar, localizada entre o Orge e o Renarde, é explorado pelos seus arenitos. A última grande carreira do Bois-des Roches fechou em 1945. Entre 1900 e 1914, a pedreira empregou mais de 450 trabalhadores, que criaram inclusive a pavimentação de pedras para o viário.

## Geminação
Saint-Chéron desenvolveu associações de geminação com :
- Rotherfield (Reino Unido), em inglês Rotherfield, localizada a 309 quilômetros[20].
- Vicovaro (Itália), em italiano Vicovaro, localizada a 1 111 quilômetros[21].

## Cultura e patrimônio

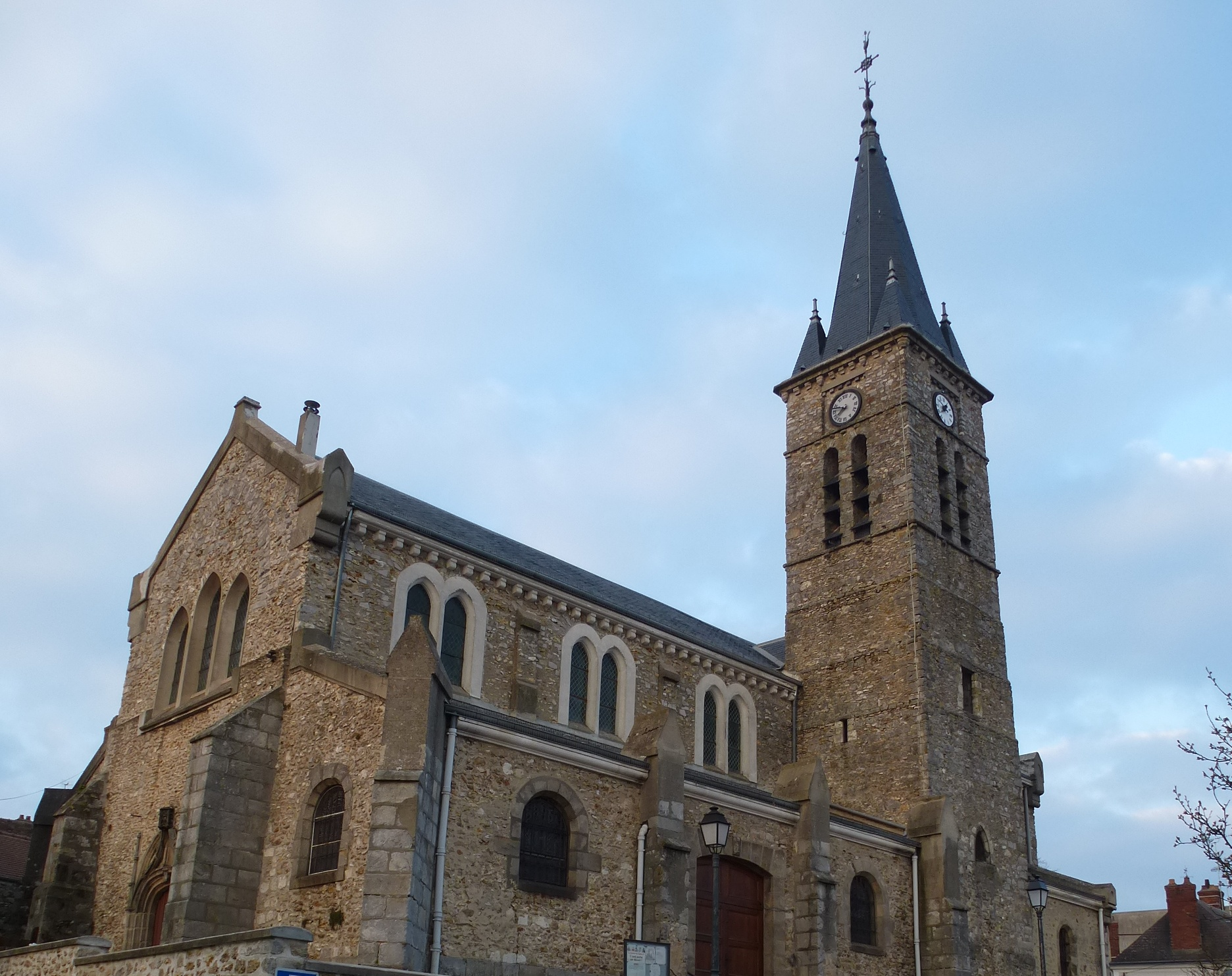
A igreja de Saint-Chéron.

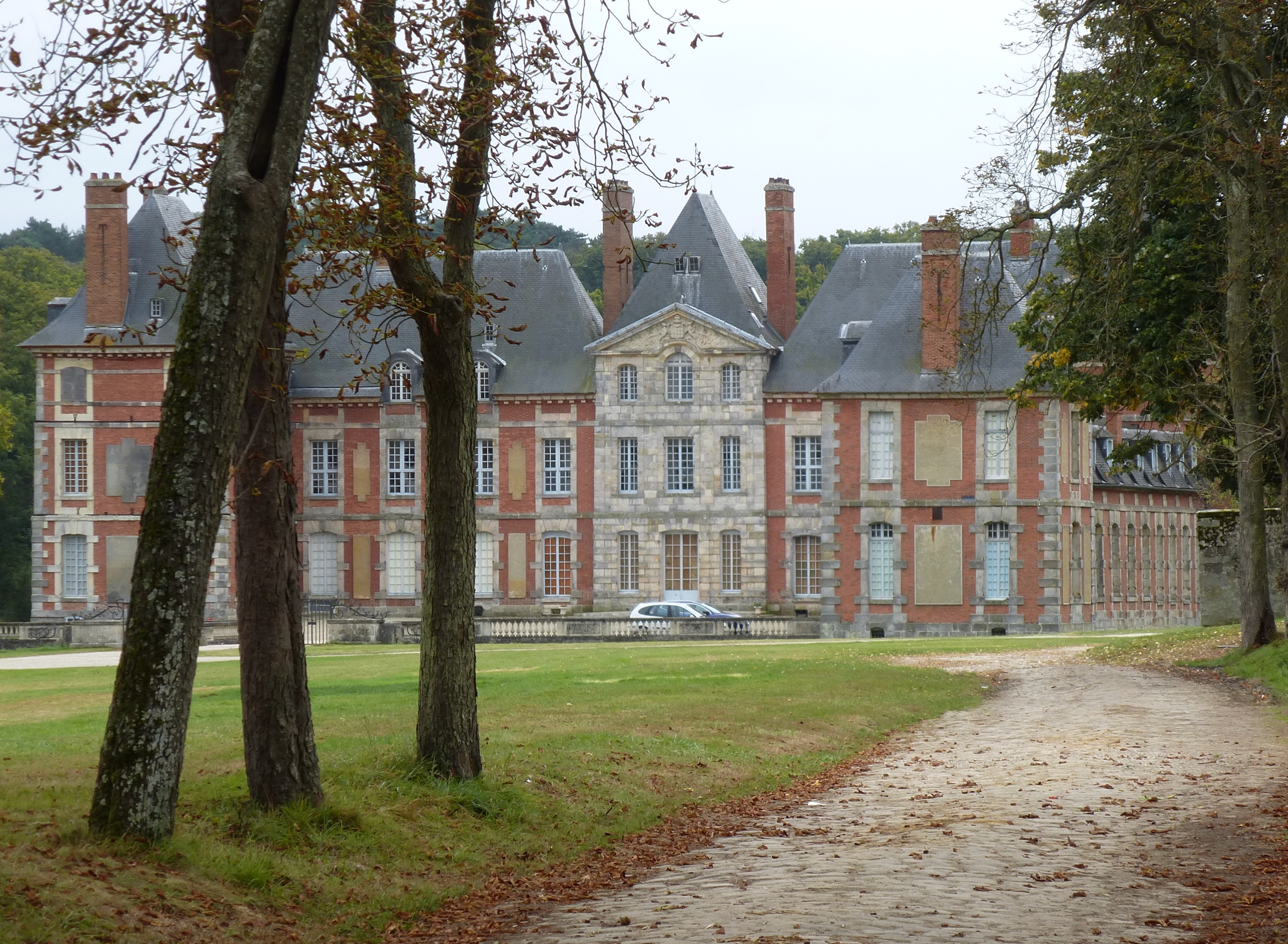
O castelo de Baville.

### Patrimônio arquitetônico
- A igreja de Saint-Chéron restaurada no final do século XIX.
- O castelo de Baville foi construída a partir de 1625 a 1629 no campo de Lamoignon no puro estilo Luís XIII : cadeia de pedra branca (arenitos tomados da colina de Saint-Nicolas), tijolo vermelho, e telhados de ardósia, armados à Mansarda. O empreiteiro que fez o trabalho é o mestre de obras Michel Villedo. As duas alas e os comuns, do mesmo estilo, datam da metade do século XVII. A ala esquerda infelizmente desapareceu no início do século XIX : ela continha uma rica biblioteca, cujo acervo está preservado no Museu Britânico. No Grand Siècle, a sociedade mais escolhida foi frequentar esta área. Entre os seus hóspedes, citamos são Vicente de Paula, Racine, La Fontaine, Madame de Sévigné, Bourdaloue. Este é o lugar onde Boileau compôs várias de suas obras[22]. Este castelo, localizado no meio de um muito grande parque arborizado, não é aberto ao público. Foi registrado nos monumentos históricos em 22 de outubro de 1990[23].
- A casa Cicéri datada de 1803 foi inscrita no inventário suplementar de monumentos históricos em 15 de fevereiro de 1989 e 12 de julho de 2002[24].

### Patrimônio ambiental
As margens do Orge e os bosques que circundam a cidade foram identificados como áreas naturais sensíveis pelo Conselho geral de Essonne.

### Personalidades ligadas à comuna
- Isidore Simon Brière de Mondétour (1753-1810) ; político.
- Marc Yor (1949-2014), matemático francês.